# 阿爾泰人
阿爾泰人，古亦称卫拉特（突厥）人（羅馬化：Oyrot）、阿勒坦淖尔乌梁海人（羅馬化：Uraŋk̂ay），是西伯利亞突厥語乌梁海民族的一支，主要居住在俄羅斯阿尔泰共和国、阿尔泰边疆区以及圖瓦共和國周邊地區，现時有80,000人。
阿尔泰人属烏梁海人，於16世纪被卫拉特蒙古人（瓦剌）征服。於1757年归附清朝，置阿爾泰淖爾烏梁海二旗。於1864年，阿爾泰淖爾烏梁海被割让予俄罗斯。苏联初期在阿尔泰人聚居区建立「卫拉特自治州」。
他们是牧民，也狩猎，俄国人来到后开始他們定居化。他们在20世纪初出现了一种布爾罕教，是融合佛教与萨满教的新興宗教。
阿尔泰人分南北二支，與哈卡斯人、富裕柯爾克孜人、柯爾克孜人可能都源自古代叶尼塞吉尔吉斯人，可能与古代回紇、钦察、基马克等也有关係，有说与铁列烏特人和卫拉特人也有关係。

## 外部連結
- NUPI - Centre for Russian Studies profile
- Hunmagyar profile
- The legend of Altay
- Tortuga foundation （页面存档备份，存于）